# Sebastian Cossa
Sebastian Cossa, född 21 november 2002, är en kanadensisk professionell ishockeymålvakt som är kontrakterad till Detroit Red Wings i National Hockey League (NHL) och spelar för Grand Rapids Griffins i American Hockey League (AHL).
Han har tidigare spelat för Toledo Walleye i ECHL och Edmonton Oil Kings i Western Hockey League (WHL).
Cossa blev draftad av Detroit Red Wings i första rundan i 2021 års draft som 15:e spelare totalt.